# De nacht van de magiërs
De nacht van de magiërs is het zestiende stripverhaal uit de reeks Johan en Pirrewiet. Het werd getekend door Alain Maury. Het scenario werd geschreven door Yvan Delporte en Thierry Culliford. Het is het laatste verhaal waarvoor Delporte coscenarist was. Het scenario had namelijk vertraging opgelopen doordat enkele pistes werden uitgewerkt die later werden omgegooid. Culliford was niet tevreden van Delporte, die gedreven aan een verhaal begon, maar op zich liet wachten om het af te werken. Na dit verhaal werd besloten de samenwerking te stoppen.

## Verhaal
Tovenaar Ubiquitas steelt de zilveren rammelaar van Omnibus. Verderop wordt een klein heksje, Amandine, achternagezeten door een bende kwade dorpelingen. Ook hier komt Ubiquitas tevoorschijn: hij moedigt de meute aan om de heks te straffen. Johan en Pirrewiet proberen het meisje te helpen. Als ze te horen krijgt dat Ubiquitas achter het oproer zit, wil ze terstond haar moeder inlichten. Ubiquitas wil namelijk de Machtsbol in elkaar zetten, wat hem grote krachten zou opleveren als hij die op de nacht van de magiërs kan activeren en in bezit nemen. Die vindt binnenkort plaats op de Kale Berg. Voor de Machtsbol heeft hij 3 onderdelen nodig: de rammelaar van Omnibus, de vergulde ring en de gouden vingerhoed. De eerste heeft hij al gestolen, de tweede heeft hij gekregen en de derde heeft Myriam, de moeder van Amandine. Ze besluiten meteen naar de Kale Berg te gaan.
Omnibus, vastgebonden door Ubiquitas, wordt bevrijd door de Smurfen. Grote Smurf wil Myriam waarschuwen, maar kan haar nergens vinden. Omnibus besluit dan maar zelf naar de Kale Berg te gaan om te vermijden dat Ubiquitas zijn snode plan kan uitvoeren.
Myriam, Amandine, Johan en Pirrewiet worden intussen meermaals gehinderd door Ubiquitas en kwade dorpelingen, maar weten telkens te ontsnappen. Johan wordt echter plots toch gevangen door Ubiquitas, die eigenlijk niet één persoon is, maar 3 broers zijn. De broers dreigen Johan te vermoorden als ze de Machtsbol niet krijgen. Pirrewiet werpt hen het ding toe, maar de 3 broers maken ruzie over wie het moet krijgen. Ze worden gevangen en de Machtsbol wordt uiteen gehaald: Omnibus en Myriam krijgen hun deel terug, de vingerhoed gaat naar een oude heks.